# أوكسي مورفون
 أوكسيمورفون (الاسم العلمي: oxymorphone) يُباع تحت الأسماء التجارية Numorphan وOpana وغيرها، هو مسكن أفيوني قوي للغاية يستخدم لعلاج الألم الشديد. يبدأ تخفيف الألم بعد الحقن بعد حوالي 5-10 دقائق، وبعد تناوله عن طريق الفم يبدأ بعد حوالي 30 دقيقة، ويستمر حوالي 3-4 ساعات للأقراص ذات الإصدار الفوري و12 ساعة للأقراص ممتدة المفعول. يكون نصف عمر التخلص من الأوكسيمورفون أسرع بكثير عند تناوله عن طريق الوريد، وعلى هذا النحو، يتم استخدام الدواء بشكل شائع عن طريق الفم. مثل الاوكسيكودون، الذي يستقلب إلى أوكسيمورفون، وهو لديه احتمالية عالية لإساءة استخدامه.

## الزمرة الدوائية
مخدر

مسكن ألم

أفيون

## الصيغة الكيميائية
C17H19NO4

## الاستعمال
لتسكين الألم المتوسط إلى الشديد.

## آلية التأثير
يرتبط الأوكسي مورفون بمستقبلات ميو، حيث يظهر تأثيره في كل من الجهاز العصبي المركزي والجهاز الهضمي، كما يرتبط بمستقبلات غابا حمض الغاما-أمينوبيوتيريك ويثبطها مما يؤدي لتسكين الألم.

## الاستقلاب
كبدي

## الاطراح
عن طريق البول

## التأثيرات الجانبية
- تنفس سطحي، تباطؤ ضربات القلب
- أحساس بالبرد، جلد رطب
- تخليط ذهني
- دوخة، ضعف
- غثيان، إقياء، إمساك
- حكة

## التداخلات الدوائية
- سيميتيدين.
- الأدوية التي تبطئ من حركة القناة الهضمية.
- نالوكسون، نالتركسون
- مثبطات أنزيم مونو أمينو أوكسيداز أكسيداز أحادي الأمين